# Марай-ан-От
Мара́й-ан-От (фр. Maraye-en-Othe) — коммуна во Франции, находится в регионе Шампань — Арденны. Департамент — Об. Входит в состав кантона Экс-ан-От. Округ коммуны — Труа.
Код INSEE коммуны — 10222.
Коммуна расположена приблизительно в 135 км к юго-востоку от Парижа, в 100 км юго-западнее Шалон-ан-Шампани, в 22 км к юго-западу от Труа.

## Население
Население коммуны на 2008 год составляло 501 человек.
| 1962 | 1968 | 1975 | 1982 | 1990 | 1999 | 2008 |
| ---- | ---- | ---- | ---- | ---- | ---- | ---- |
| 374  | 429  | 362  | 374  | 428  | 432  | 501  |

## Администрация
| Период | Период | Фамилия      | Партия | Примечания |
| ------ | ------ | ------------ | ------ | ---------- |
| 2001   | 2008   | Жан Верриель |        |            |
| 2008   |        | Николя Серсо |        |            |

## Экономика
В 2007 году среди 324 человек в трудоспособном возрасте (15—64 лет) 252 были экономически активными, 72 — неактивными (показатель активности — 77,8 %, в 1999 году было 69,0 %). Из 252 активных работали 224 человека (130 мужчин и 94 женщины), безработных было 28 (12 мужчин и 16 женщин). Среди 72 неактивных 22 человека были учениками или студентами, 21 — пенсионерами, 29 были неактивными по другим причинам.

## Достопримечательности
- Церковь Сен-Жак-ле-Мажёр (1779—1783 годы)
- Музей истории крестьянства